# Eulophia tabularis
Eulophia tabularis là một loài thực vật có hoa trong họ Lan. Loài này được (L.f.) Bolus mô tả khoa học đầu tiên năm 1888.